# Рамирес, Робейси
Робе́йси Эло́й Рами́рес Карраса́на (исп. Robeisy Eloy Ramírez Carrazana; род. 20 декабря 1993, Сьенфуэгос, Куба) — кубинский боксёр-профессионал, выступающий в легчайшей, во 2-й легчайшей, и в полулёгкой весовых категориях. Чемпиона мира WBO в полулёгком весе (2023), Чемпион Северной Америки по версии NABO WBO (2024). 
Выступал за сборную Кубы (2010—2018), двукратный олимпийский чемпион (2012, 2016), чемпион Панамериканских игр, чемпион летних юношеских Олимпийских игр в Сингапуре, неоднократный победитель национального первенства в любителях.
Лучшая позиция по рейтингу BoxRec — 5-я (июль 2024) и являлся 1-м среди кубинских боксёров полулёгкой весовой категории, а по рейтингам основных международных боксёрских организаций занимает: 13-ю строку рейтинга WBC и 1-ю строчку рейтинга WBO, — уверенно входя в ТОП-5 лучших тяжёловесов всего мира.

## Биография
Робейси Рамирес родился 20 декабря 1993 года в городе Сьенфуэгос.

## Любительская карьера
Первого серьёзного успеха на ринге добился в 2009 году, когда в наилегчайшем весе выиграл юниорский чемпионат мира в Ереване, а также стал чемпионом Панамериканских игр среди юниоров. Год спустя дебютировал на взрослом первенстве Кубы, где выиграл бронзовую медаль, и съездил на юношеские Олимпийские игры в Сингапур, завоевав там золото. В 2011 году был лучшим в зачёте национального чемпионата, побывал на чемпионате мира в Баку — дошёл до стадии четвертьфиналов и там проиграл россиянину Михаилу Алояну. Кроме того, в этом сезоне завоевал золотую медаль на Панамериканских играх в Гвадалахаре.
Благодаря череде удачных выступлений в 2012 году Рамирес удостоился права защищать честь страны на летних Олимпийских играх в Лондоне, где сенсационно взял верх над всеми своими соперниками, в том числе над такими известными боксёрами как Эндрю Селби, Майкл Конлан и Нямбаярын Тогсцогт в четвертьфинале, полуфинале и финале соответственно. Получив олимпийское золото, в 2013 году перешёл в легчайшую весовую категории и в очередной раз выиграл первенство Кубы, победив признанного лидера в этом весе Ласаро Альвареса.
В 2016 году на Олимпийских играх в Рио-де-Жанейро вновь завоевал золотую медаль, уже в весовой категории до 56 кг, в финале победив по очкам американца Шакура Стивенсона.
В июле 2018 года Рамирес покинул расположение сборной команды Кубы во время тренировочных сборов в Мексике и отбыл в неизвестном направлении, что кубинские спортивные чиновники назвали предательством команды.

## Профессиональная карьера
В мае 2019 года Рамирес перешёл в профессиональный бокс и подписал контракт с американской промоутерской компанией Top Rank. Глава Top Rank Боб Арум сообщил, что Рамирес будет выступать в полулёгком весе и что он считает его большим талантом, и возлагает на него такие же большие надежды, как на другого двукратного олимпийского чемпиона Василия Ломаченко, который начал свою профессиональную карьеру с Top Rank в 2013 году.

### Дебютный профессиональный бой
10 августа 2019 года Рамирес дебютировал на профессиональном ринге в полулёгком весе (до 57,2 кг) с сенсационного поражения американскому опытному джорнимену Адану Гонсалесу (4-2-2, 2 КО). В начале 1-го раунда кубинец зевнул левый хук, и не удержав равновесие, коснулся перчатками пола, и судья отсчитал нокдаун. Второй раунд получился конкурентным с небольшим преимуществом Рамиреса. Последующие два раунда прошли в равной борьбе, где у обоих боксёров были успешные моменты. Кубинец боксировал в непривычной для себя манере. Много пропускал, совершенно забыл про джеб, бросаясь с неподготовленными и сумбурными атаками, явно желая поквитаться за ранний нокдаун, чем и удалось воспользоваться Гонсалесу. Мнение судей разделились. Двое отдали победу Гонсалесу (39—36), (40—35), третий же увидел победу Рамиреса 39—37. После боя Рамирес заявил, что не согласен с вердиктом судей, посчитав, что он выиграл бой.
9 ноября 2019 года во Фресно (Калифорния) провёл второй бой победив 19-летнего Фернандо Де Анда (2-2, 0 КО) из США. Рамирес по умному отбоксировал полагаясь на технику, скорость, менял стойки. В 6-м раунде Де Анда пропустил пару мощных атак в голову и корпус, взял колено в углу и рефери остановил бой. Рамирес КО 6.
21 февраля 2020 года в Майами одержал вторую победу в бою с Рафаэлем Моралеса (3-0, 1 КО). Фаворит доминировал в бою за счёт плотной работы по корпусу которая в последствии принесла досрочную победу. Малоопытный оппонент сдался в 4-м раунде после серии ударов по корпусу.
9 июня 2020 года в Лас Вегасе (Невада, США) досрочно остановил Йеури Андухара (5-4, 3 КО) из Доминиканской Республики. Для победы кубинскому олимпийцу хватило нескольких секунд. Вначале послал в нокдаун соперника правым. А после того, как рефери отсчитал, бросился на добивание и отправил оппонента в нокаут левым боковым. За бой получил 10 тысяч долларов.

#### Реванш с Гонсалесом
2 июля 2020 года на легендарной арене MGM Grand в Лас Вегасе состоялся реванш с американским гейткипером Аданом Гонсалесом (5-3-2, 2 КО) за поражение в августе 2019 года. Рамирес сразу взялся за дело: шёл вперёд, запирал обидчика у канатов, резал углы, выбрасывал много ударов под разными углами и меня стойки.
Гонсалес пытался контрактовать, но не успевал, он был значительно пассивней чем в их первом бою. Кубинец нарушал правила - толкал и бил после гонга.  вёл себя не спортивно временами показывая язык, но бой уходил ему. Гонсалес не был столь агрессивен как в пером бою, его подводила пассивность. В финальном раунде Гонсалес действовал агрессивнее, но это не повлияло на исход. Судьи посчитали правильно: трижды 60—54 в пользу фаворита.

#### Бой с Феликсом Карабальо
19 сентября 2020 года в Лас Вегасе победил пуэрториканца Феликс Карабальо (13-3-2, 9 КО). Первый восьмираундовый бой получился не зрелищным и скудным на события. Фаворит активно начал бой и выглядел хорошо, однако вскоре взял паузу экономя силы на вторую половину, он смог потрясти соперника, но добить Карабальо не смог. За три месяца до этого боя пуэрториканец встречался с Шакуром Стивенсоном и был нокаутирован в 6-м раунде побывав два раза на полу. В этом бою Карабальо смог продержаться все раунды и получил поражение по очкам (79—73 и дважды 80—72).

#### Бой с Брендоном Вальдесом
В декабре 2020 года вышел на бой против молодого малоизвестного колумбийца Брэндона Вальдеса (13-2, 7 КО).
Рамирес боксировал вторым номером вытягивая Валдеса к себе и ловил на ошибке. Колумбиец шёл впереди действовал агрессивно записав на свой счёт как минимум два победных эпизода. Начиная со второго раунда Робейси прочитал соперника и начал уходить от прямолинейных атак колумбийца. С третьего раунда кубинец легко обыгрывал на классе Вальдеса забирая бой себе. В 6-м раунде Брендон Вальдес был оштрафован за удар ниже пояса. В конце этого же раунда кубинец мощной контратакой потряс колумбийца и добил пока рефери не остановил бой.

#### Бой с Райаном Ли Алленом
22 мая 2021 года в традиционном уже Лас Вегасе вышел на бой против джорнимена и своего бывшего спарринг-партнёра Райана Ли Аллена (10-5-1, 5 КО). Рамирес очень хорошо выглядел на фоне мало делающего соперника. Отлично получались контратаки и сдвоенные левые удары которыми он пару раз потряс Аллена, но отпустил. Уронил в нокдаун во второй трёхминутке левым прямым, Но Аллен не выглядел сильно потрясённым. Оставшиеся раунды до конца Аллен шёл вперёд, порой даже выдавая хорошие отрезки, но преимущество в раундах всё равно было за Рамиресом который дал оппоненту закончить бой на ногах. Результат: 59—54, 60—53 дважды.

#### Бой с Орландо Гонсалесом
9 октября 2021 года на T-Mobile Arena (Лас Вегас) в андеркарде 3-го боя Тайсон Фьюри - Деонтей Уайлдер вышел на свой первый бой за второстепенный пояс NABF в полулёгком весе (до 57,2 кг). Соперник - непобеждённый пуэрториканец, 21-кратный чемпион Пуэрто-Рико, и так же находящийся на контракте с Top Rank Орландо Гонсалес (17-0, 10 КО). Соперники-левши с первого раунда устроили зрелищный бой. Руис давил и напирал на кубинца который в свою очередь имел преимущество в скорости. В середине боя Руис начал взвинтил темп, но кубинец смог достойно отзащищаться. Следующие раунды прошли с преимуществом кубинца и лишь 8-й раунд можно отдать пуэрториканцу. Счёт судей: 99—91, 99—91 и 97—93 и пояс уходит Рамиресу.

#### Бой с Эриком Донованом
26 февраля 2022 года провёл первый бой вне США приехав боксировать в Глазго (Шотландия) с ничем не примечательным 36-летним ирландским левшой Эриком Донованом (14-1, 8 КО). Бой не продлился долго, уже в первом раунде шотландец побывал на полу, хоть это и был флэш - нокдаун, но соперник стал действовать ещё более осторожно. Второй раунд так же остался за Рамиресом. Статистика показывала, что Донован выбрасывал ударов не меньше чем кубинец, но с точностью были проблемы. Так же после второго раунда у Донована появилась сечка от точного попадания левой Рамиреса в конце раунда. В середине третьего раунда кубинец потряс соперника и рефери остановил бой. ТКО 3.

#### Бой с Абрахамом Новой
18 июня 2022 года в Madison Square Garden Theater, (Нью-Йорк) соглавном событии шоу Артур Бетербиев - Джо Смит-мл нокаутировал топового пуэрториканца Абрахама Нову (21-0, 15 KO). Нова в первом раунде сделал ставку на преимущество в габаритах (рост и размах рук) - работал от джеба и был активен. Кубинец пытался найти моменты в ближней. Второй и третий раунд пошли в зачёт кубинцу, он заставил Нову работать нужной для себя дистанции к тому же жёстко потряс в концовке 3-го раунда. В 5-й трёхминутке Рамирес усилил давление, проваливал соперника и даже опускал руки, а в конце нокаутировал Нову левым прямым.

#### Бой с Хосе Матиасом Ромеро
29 октября 2022 года в Madison Square Garden в Нью-Йорке в андеркарде боя Ломаченко - Ортис отбоксировал с 26-летним аргентинцем Хосе Матиасом Ромеро (26-2, 9 КО) который вышел на замену травмированному экс-чемпиону мира Джесси Магдалено. В первом раунде Ромеро оказался в нокдауне в конце раунда и только гонг спас от дальнейшей расправы. Последующие раунды прошли с преимуществом кубинца который работал не на всю мощь. В 9-м раунде пропустив мощный левый поплыл, попытался отбегаться, перекрыться, но пропустив снова слева рефери остановил бой. На момент остановки все трое судей считали в пользу фаворита: 80—71.

#### Чемпионский бой с Айзеком Догбо
1 апреля 2023 года в Талсе (США) в главном бою вечера промоутерской компании Top Rank, состоялся поединок за вакантный титул чемпиона мира по версии WBО в полулёгком весе (до 57,2 кг) с экс-чемпионом мира во втором легчайшем весе Айзеком Догбо (24-2, 15 КО) из Ганы. Изначально планировалось, что на ставке боя будет временный пояс, но чемпион WBO Эмануэль Наваррете поднялся на категорию выше и оставил титул. Бой проходил под контролем кубинца работавшего через джеб и лишь в середине боя (5-й и 6-й раунды) у ганца получилось составить конкуренцию. В 6-м раунде африканец даже потряс Рамиреса, но и сам получил в ответ. В концовке боя можно 11-й раунд отдать африканцу за активность. В заключительном раунде Рамирес снял все вопросы о победителем отправив в нокдаун Догбо. Судьи: 117—110, 118—109 и 119—108 в пользу кубинца. Рамирес становится чемпиона мира WBO в 13-м поединке.

#### Бой с Сатоcи Cимидзу
25 июля 2023 года в Токио, (Япония) в со-главном событии вечера первый раз защитил пояс WBO в полулёгком весе (до 57,2 кг) победил местного претендента Сатоcи Cимидзу (11-2, 10 KO). Не смотря на преимущество в габаритах местный претендент прятался за блоком, мало работал и давал более технически мастеровитому чемпиону комбинировать. В 5-м раунде апперкоты чемпиона сделали своё дело и Шимидзу отсчитали нокдаун. После возобновления боя Рамирес начал добивать и рефери остановил бой. ТКО 5.

#### Бой с Рафаэлем Эспиносой
10 декабря 2023 года в Пемброк-Пайнс (США) прошёл вечер бокса Top Rank, в главном событии которого чемпион Рамиреса во второй раз защищал пояс от претендента из Мексики Рафаэля Эспиносы (21-0, 18 КО). С первых секунд претендент предложил чемпиону плотный бой с большим количеством ударов. КПД претендента было явно выше в первых четырёх раундах, а чемпион никак не мог справиться с таким тоннажем. В 5-м раунде за 5 секунд до конца Рамирес попадает правым боковым и тяжело потрясает претендента. Эспиноса встал, сразу прозвучал гонг. Мексиканец смог восстановиться за перерыв и снова завладев инициативой даже послал чемпиона в нокдаун в заключительном раунде. 113—113, 114—112 и 115—111 в пользу нового чемпиона. Compubox традиционно дал подробный отчёт по ударам: Успех претенденту принесла активность: за бой он выбросил 995 ударов, точными из которых оказались 222. Рамирес отметился лучшим процентом, но попал значительно меньше — 119 раз (из 376 попыток), уступив и по джебам (18-43), и по силовым (101-179).

#### Бой с Брендоном Леоном Бенитесом
Вернулся через полгода в Майами (Флорида, США) в со-главном событии вечера нокаутировал мексиканца Брендона Леона Бенитеса (21-3, 9 КО). На ставке был вакантный титул чемпиона Северной Америки по версии NABO и статус отборочного. Рамирес был более точен и разнообразнее работал. Бенитес принял бой, который был удобен кубинцу - на дистанции. Бенитес в каждом раунде уступал по силовым, а в 7-м раунде он был пойман Рамиресом на апперкот слева и добавил правый боковой который привёл к нокауту.

#### Реванш с Рафаэлем Эспиносой
В ночь с 7-го на 8-е декабря 2024 в Финиксе (Аризона, США) в статусе обязательного претендента вышел на реванш с мексиканцем Рафаэлем Эспиносой. Рамирес хорошо начал, был точнее чем чемпион в первых трех раундах. Эспиноса не выбрасывал традиционно много ударов, но его подводила точность. После трех раундов боя мексиканец выкинул 148 ударов, но в цель пришлось лишь 34 (23%). Претендент выбросил 78 ударов, при точных 36 (46%). 4-й и 5-й раунд Рамирес провел в обороне, был пассивным и долго выжидал. Эспиноса, наоборот, усилил давление и взял два раунда. В 6-м Рамирес пропустил удар и сигнализировал рефери что сдается. Поединок был остановлен. Претендент объяснил свое решение ударом чемпиона локтем в глаз, от которых у него появилось двоение. К этому моменту Рамирес вел у двух судей со счетом: 49—46 и 48—47, а у третьего впереди был Эспиноса 49—46, а удар был нанесен по правилам.

## Статистика профессиональных боёв
В таблице перечислены результаты всех поединков боксёров.
В каждой строке указан результат поединка. Дополнительно номер поединка обозначен цветом, который обозначает итог поединка. Расшифровка обозначений и цветов представлена в нижеследующей таблице.
| Пример | Расшифровка                     |
| ------ | ------------------------------- |
|        | Победа                          |
|        | Ничья                           |
|        | Поражение                       |
|        | Планируемый поединок            |
|        | Поединок признан несостоявшимся |
| КО     | Нокаут                          |
| ТКО    | Технический нокаут              |
| PTS    | Решение судей (по очкам)        |
| UD     | Единогласное решение судей      |
| MD     | Решение большинства судей       |
| SD     | Раздельное решение судей        |
| RTD    | Отказ от продолжения боя        |
| DQ     | Дисквалификация                 |
| NC     | Поединок признан несостоявшимся |

| 17 поединков, 14 побед (9 нокаутом), 3 поражения | 17 поединков, 14 побед (9 нокаутом), 3 поражения | 17 поединков, 14 побед (9 нокаутом), 3 поражения | 17 поединков, 14 побед (9 нокаутом), 3 поражения | 17 поединков, 14 побед (9 нокаутом), 3 поражения | 17 поединков, 14 побед (9 нокаутом), 3 поражения | 17 поединков, 14 побед (9 нокаутом), 3 поражения                                        | 17 поединков, 14 побед (9 нокаутом), 3 поражения |
| Бой                                              | Рекорд                                           | Дата боя                                         | Соперник                                         | Место проведения боя                             | Раундов, время                                   | Дополнительно                                                                           |                                                  |
| ------------------------------------------------ | ------------------------------------------------ | ------------------------------------------------ | ------------------------------------------------ | ------------------------------------------------ | ------------------------------------------------ | --------------------------------------------------------------------------------------- | ------------------------------------------------ |
| 12                                               | 11-1                                             | 29 октября 2022                                  | Хосе Матиас Ромеро (26-2)                        | Мэдисон-сквер-гарден, Манхэттен, Нью-Йорк, США   | TKO 9 (10), 2:20                                 |                                                                                         |                                                  |
| 11                                               | 10-1                                             | 18 июня 2022                                     | Abraham Nova (21-0)                              | Мэдисон-сквер-гарден, Манхэттен, Нью-Йорк, США   | KO 5 (10), 2:20                                  | Завоевал вакантные титулы чемпиона по версиям IBF USBA и WBO Global в полулёгком весе.  |                                                  |
| 10                                               | 9-1                                              | 26 февраля 2022                                  | Eric Donovan (14-1)                              | SSE Hydro, Глазго, Великобритания                | TKO 3 (10), 1:04                                 |                                                                                         |                                                  |
| 9                                                | 8-1                                              | 9 ноября 2021                                    | Орландо Гонсалес Руис (17-0)                     | Ти-Мобайл Арена, Лас-Вегас, Невада, США          | UD (10)                                          | Завоевал вакантный титул юниорского чемпиона по версии NABF. Счёт: 99-91, 97-93, 99-91. |                                                  |
| 8                                                | 7-1                                              | 22 мая 2021                                      | Райан Ли Аллен (10-4-1)                          | Virgin Hotels Las Vegas, Лас-Вегас, Невада, США  | UD (6)                                           | Счёт: 59-54, 60-53, 60-53.                                                              |                                                  |
| 7                                                | 6-1                                              | 12 декабря 2020                                  | Брэндон Вальдес (13-1)                           | MGM Grand, Лас-Вегас, Невада, США                | TKO 6 (8), 2:49                                  | Счёт: 47-48, 50-45, 49-46.                                                              |                                                  |
| 6                                                | 5-1                                              | 19 сентября 2020                                 | Феликс Карабальо (13-2-2)                        | MGM Grand, Лас-Вегас, Невада, США                | UD (8)                                           | Счёт: 80-72, 80-72, 79-73.                                                              |                                                  |
| 5                                                | 4-1                                              | 2 июля 2020                                      | Адан Гонсалес (2) (5-2-2)                        | MGM Grand, Лас-Вегас, Невада, США                | UD (6)                                           | Счёт: 60-54 (трижды).                                                                   |                                                  |
| 4                                                | 3-1                                              | 9 июня 2020                                      | Йури Андухар (5-3)                               | MGM Grand, Лас-Вегас, Невада, США                | TKO 1 (6), 0:54                                  |                                                                                         |                                                  |
| 3                                                | 2-1                                              | 21 февраля 2020                                  | Рафал Моралес (3-0)                              | Miccosukee Resort & Gaming, Майами, Флорида, США | KO 4 (6)                                         |                                                                                         |                                                  |
| 2                                                | 1-1                                              | 9 ноября 2019                                    | Фернандо Ибарра Де Анда (2-1)                    | Chukchansi Park, Фресно, Калифорния, США         | KO 6 (6), 1:37                                   |                                                                                         |                                                  |
| 1                                                | 0-1                                              | 10 августа 2019                                  | Адан Гонсалес (4-2-2)                            | Liacouras Center, Филадельфия, Пенсильвания, США | SD (4)                                           | Дебют в профессионалах. Счёт: 38-37, 35-40, 36-39. Рамирес в нокдауне в 1-м раунде.     |                                                  |
| Бой                                              | Рекорд                                           | Дата боя                                         | Соперник                                         | Место проведения боя                             | Раундов, время                                   | Дополнительно                                                                           |                                                  |